# Гваделупа
Гваделупа (от арабското „wad al luben“, „скрита река“; на френски: Guadeloupe; на испански: Guadalupe) е отвъдморски департамент и регион на Франция, което го прави и част от Европейския съюз. Заема площ от 1628,43 km². Административният му център е град Бас Тер.

## География
Територията е в състава на Наветрените острови, които са част от островната група Малки Антили. Състои се от 2 големи острова – Бас Тер (847,82 km²) и Гранд Тер (586,68 km²), както и по-малките острови Мари Галант (158,01 km²), Ла Дезирад, островите Ле Сен и малкия архипелаг Пьоти тер.
Общата брегова линия е 420 km. Тесен провлак съединява 2-те части на о-в Гваделупа – Бас Тер, заета от вулканичен масив, с най-висока точка действащия вулкан Суфриер 1467 m, и Гранд Тер – варовиково плато с надморска височина до 130 m. Островът е обкръжен от коралови рифове.
Климатът е влажен, тропичен, със средна годишна температура 27 градуса Сº и валежи – около 3000 mm.

## Население
Население – 460 хил. жит. Гъстота – 269,6 жит./km². Естествен прираст – 15. Средна продължителност на живота: мъже – 72 г., жени – 79 г. Над 100 хил. души с произход от Гваделупа живеят във Франция. Градско население – 96 %.
Етнически състав:
- гваделупци – 92,9 % (мулати и тамили)
- французи (креоли) – 2,9 %
- други – 4,2 %

Официален език – френски, използва се местен френски диалект – френски креол.
Конфесионален състав:
- християни – 97,4 % (от тях католици – 90,8 % и протестанти – 9,2 %). Около 2% от жителите на острова принадлежат към сектата Свидетелите на Йехова.
- други – 2,6 %.

## Държавно устройство и административно деление
Задморски департамент и регион на Франция. Орган на държавната власт на Франция – префектура, начело с префект. Органи на местното самоуправление – Генерален съвет (43 членове) и Регионален съвет (41 членове), избирани за 6 г. В парламента на Франция Гваделупа е представена от 4 депутати и 2 сенатори.
Регионът има 3-степенна форма на административно деление. Разделен е на 2 окръга (arrondissements) - Окръг Бас Тер и Окръг Поант а Питр. Те се делят на 32 общини (communes), съставени от 40 кантона (cantons).
Административен център – Бас Тер (14 хил. жители). Други градове – Поант а Питр – икономически център, Гранд Бур (на о-в Мари Галант).

## История
По-важни исторически събития и дати:
- 1493 г. – открита от Христофор Колумб; Старото, местно име, дадено от индианците на острова е „Карукера“, със значение: „Островът с хубавата вода“. Преименуван е на Гуадалупе/Гваделупе от Колумб в чест на Девата от Гуадалупе, почитана в Естремадура, Испания.
- 1635 г. – става колония на Франция, индианците са унищожени и се заселват французи и негри-роби.
- 1848 г. – отмяна на робството, на острова живеят 87 хил. негри.
- 1854 – 1885 г. – заселват се 45 хил. индийци (главно тамили).
- 1946 г. – става отвъдморски департамент на Франция.
- 1973 г. – става регион на Франция.
- 7 декември 2003 г. – на референдум жителите на островите Сен Мартен и Сен Бартелми гласуват за отцепване от Гваделупа, като решението влиза в сила на 22 февруари 2007 г.

## Икономика
Основа на местната икономика са селското стопанство, обслужване на чуждестранни туристи и отраслите на леката промишленост. Отглеждат се захарна тръстика – 56% от обработваемите земи (над 700 хил. т), банани – 27% от обработваемите земи (100 хил. т), кокосови орехи, ананаси. Животновъдство – едър рогат добитък (65 хил. глави), свине (над 20 хил.), кози (около 30 хил.). Водещ отрасъл на промишлеността е производството на захарна суровина (над 60 хил. т). Има и предприятия за производство на ром (75 хил. хектолитра), безалкохолни напитки, текстил.
В туризма са заети около 10% от трудоспособното население. Ежегодно страната се посещава от над 350 хил. туристи. Има международно летище на 3 km от Поант а Питр. Шосетата в страната са общо към 2100 km. Главното пристанище – Поант а Питр. В Бас Тер е построено специално пристанище за експорт на банани. 